# Never Love a Stranger

Never Love a Stranger  est un film américain réalisé par Robert Stevens et sorti en 1958.

## Fiche technique
- Réalisation : Robert Stevens
- Scénario : Richard Day, d'après un roman d'Harold Robbins
- Image : Lee Garmes
- Musique : Raymond Scott
- Durée : 91 minutes
- Date de sortie : 
  - États-Unis : 22 juin 1958

## Distribution
- John Drew Barrymore : Frankie Kane
- Lita Milan : Julie
- Steve McQueen : Martin Cabell
- Robert Bray : "Silk" Fennelli
- Salem Ludwig : Moishe Moscowitz
- R. G. Armstrong : Flix
- Douglas Rodgers : Frère Bernard
- Felice Orlandi : Bert
- Augusta Merighi : Mme Cozzolina
- Abe Simon : "Fats" Crown
- Vitina Marcus : Frances Kane
- Walter Burke (non crédité) : Jimmy Keough